# Jheringsfehn
Jheringsfehn (häufig falsch Iheringsfehn geschrieben) ist eine Fehnsiedlung in der Gemeinde Moormerland im Landkreis Leer in Ostfriesland. Am 31. Dezember 2016 zählte der Ort 2.440 Einwohner, die auf 10,33  km² oder 10,55 km² Fläche lebten.

## Geografie
Jheringsfehn ist ein Reihendorf, das sich entlang des Jheringsfehnkanals sowie dessen von Nordwest nach Südost verlaufender Nebenarme (Hookswieke, Georgswieke, Rudolfswieke, Alte Beekswieke und Neue Beekswieke) auf Höhen zwischen 2,4 und 3,5 Metern erstreckt. Der Ort liegt etwa zwei Kilometer östlich von Warsingsfehn und etwa vier Kilometer westnordwestlich von Hesel.

## Geschichte
Der erste Siedler war Paul Harsebroek, ein Deichkommissar aus Emden. Er erwarb 1641 ein etwa 25 Hektar großes Moorgrundstück, die so genannte Bullenmeede, für 100 Reichstaler. Das Areal wurde fortan de Hook (die Ecke) genannt, da es in einer Ecke zwischen Boekzetelerfehn und Neuefehn liegt. Am 16. Oktober 1660 schloss Harsebroek mit der Landesregierung einen Erbpachtvertrag über weitere 100 Diemate Morast. Die Einnahmen aus dem Torfabbau blieben jedoch gering, sodass Harsebroek in immer größere finanzielle Schwierigkeiten geriet, die Erbpacht nicht mehr bezahlen konnte und schließlich im Jahr 1741 bankrott war. Im anschließenden Konkursverfahren erwarb Rebecca Ritzius Dam, geb. Warsing, die Ländereien von den Harsebroek-Erben. Ritzius übertrug das Grundstück im Jahr 1742 ihrem Schwiegersohn, dem Regierungs- und Kammerrat Sebastian Eberhard Jhering. Jhering kannte das Gelände, das er 1739 vermessen hatte. Er vergrößerte den Besitz um weitere 100 Hektar, die bei seinem Tod 1759 aber noch nicht in Angriff genommen waren. Der Ortsname Jheringsfehn erscheint erstmals 1772, als Rudolf Philipp Jhering weitere 300 Diemate in Erbpacht nahm.
Bis zur Eingemeindung am 1. Januar 1973 gehörte der Ort zum Landkreis Aurich (Ostfriesland).

## Einwohnerentwicklung
Die Einwohnerzahl stieg nach dem Zweiten Weltkrieg durch die Aufnahme Vertriebener aus den ehemaligen Ostgebieten stark an. Im Jahre 1946 stellten sie 224 von insgesamt 1966 Einwohnern, was einem Anteil von 11,4 Prozent entspricht. Diese Quote blieb auch in den Folgejahren stabil.
| Jahr | Einwohnerzahl |
| ---- | ------------- |
| 1788 | 0133          |
| 1813 | 0398          |
| 1821 | 0443          |
| 1848 | 0911          |
| 1871 | 1135          |
| 1885 | 1287          |
| 1905 | 1400          |
| 1925 | 1641          |
| 1933 | 1734          |
| 1939 | 1691          |
| 1946 | 1992          |
| 1950 | 2162          |
| 1956 | 1895          |
| 1961 | 1923          |
| 1970 | 2104          |

## Politik
Jheringsfehn wird politisch von einem 7-köpfigen Ortsrat vertreten.
Ortsbürgermeister ist seit dem 19. September 2018 Johann Hartema (SPD).

## Kultur und Sehenswürdigkeiten
Jheringsfehn ist ein typischer Fehnort, dessen Ortsbild von den klassischen Kanälen geprägt ist. Für das Dorfleben von Bedeutung sind der örtliche Sportverein und die lutherische Kirchengemeinde, die auch das Nachbardorf Boekzetelerfehn umfasst. Die Johannes-Kirche wurde 1864 geweiht und steht mittig auf der Grenze zwischen beiden Ortschaften. Eine weitere Sehenswürdigkeit ist der historische Friedhof an der Hookswieke mit seinen alten Grabsteinen.

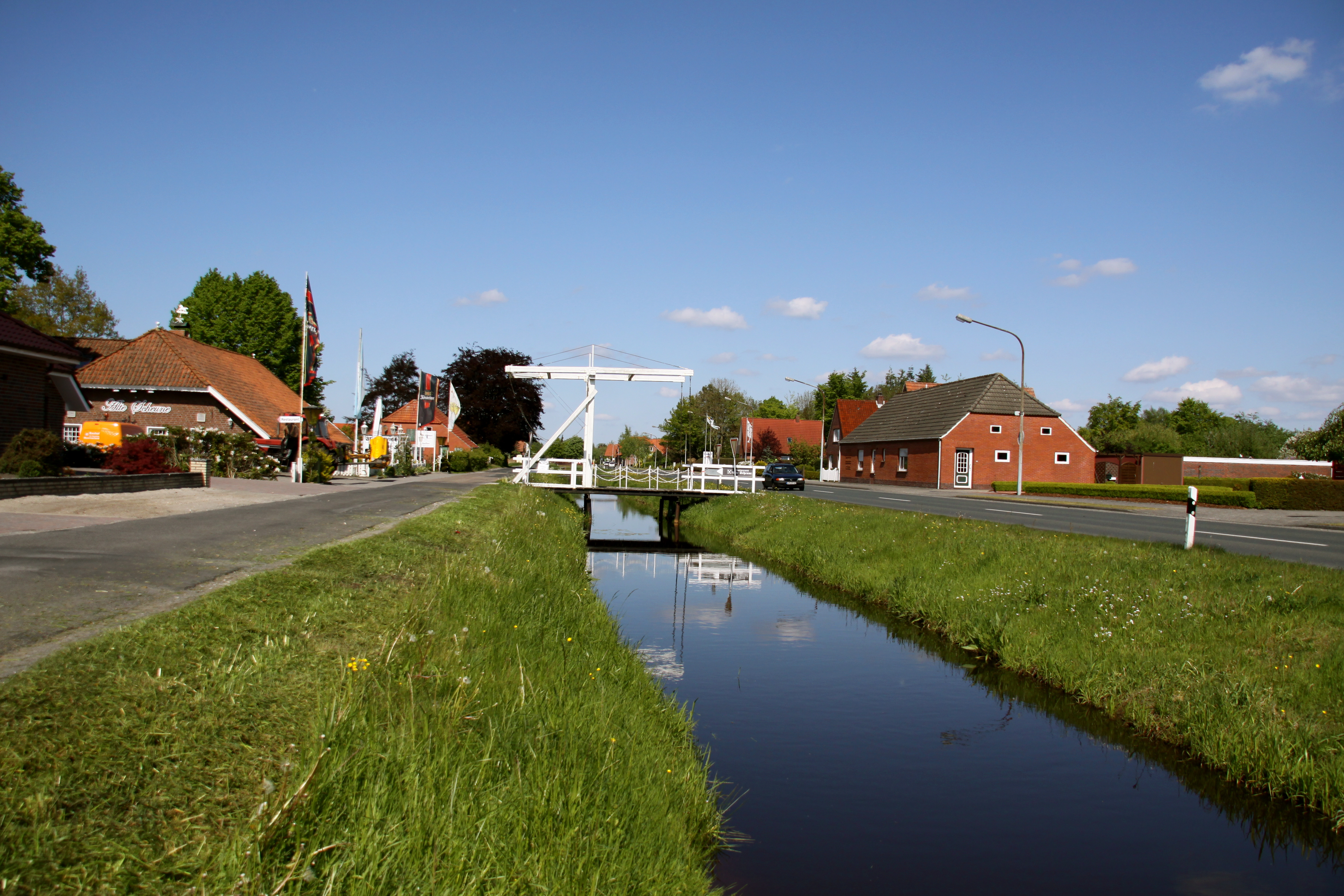
Fehnkanal mit Klappbrücke in Jheringsfehn
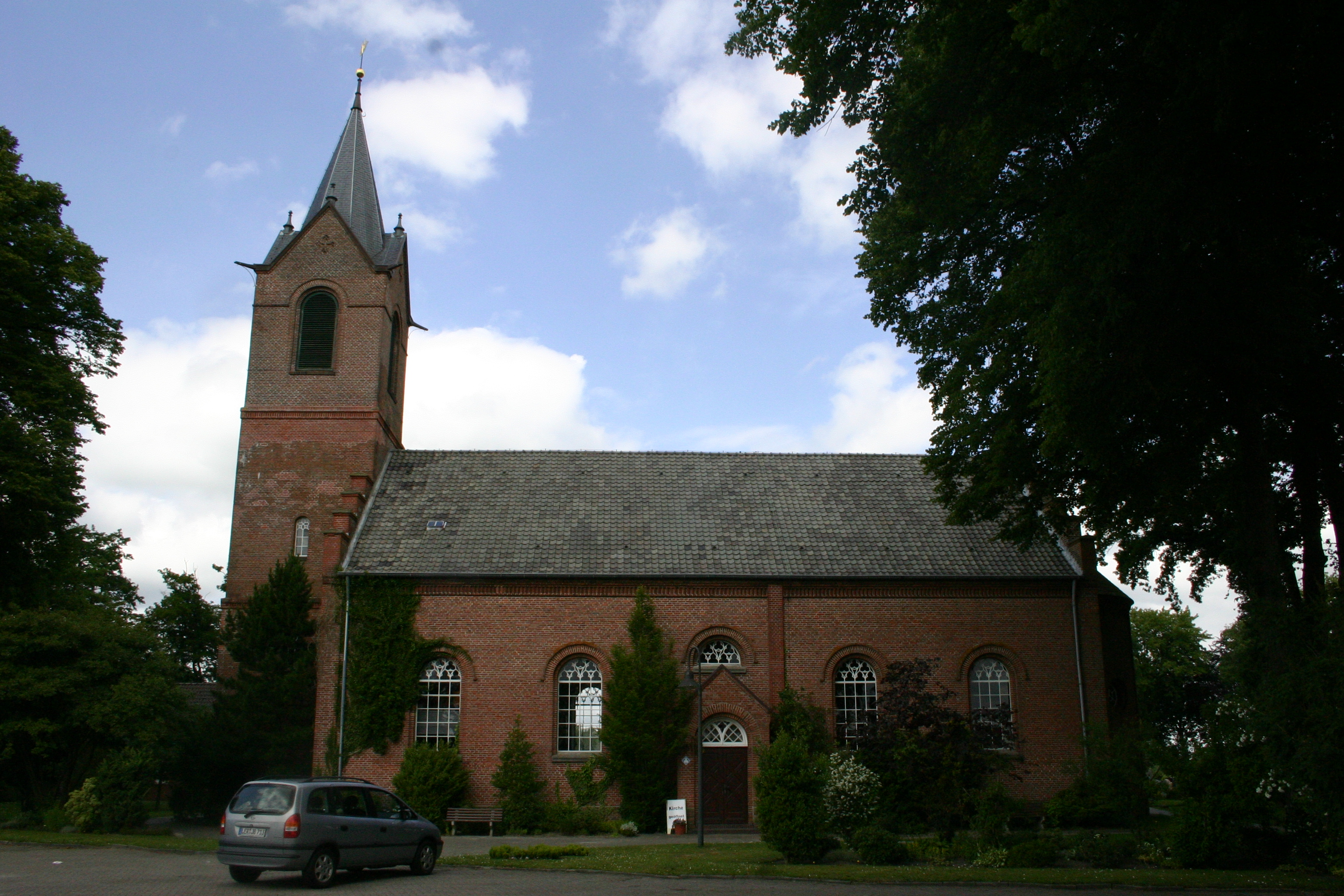
Jheringsfehner Kirche
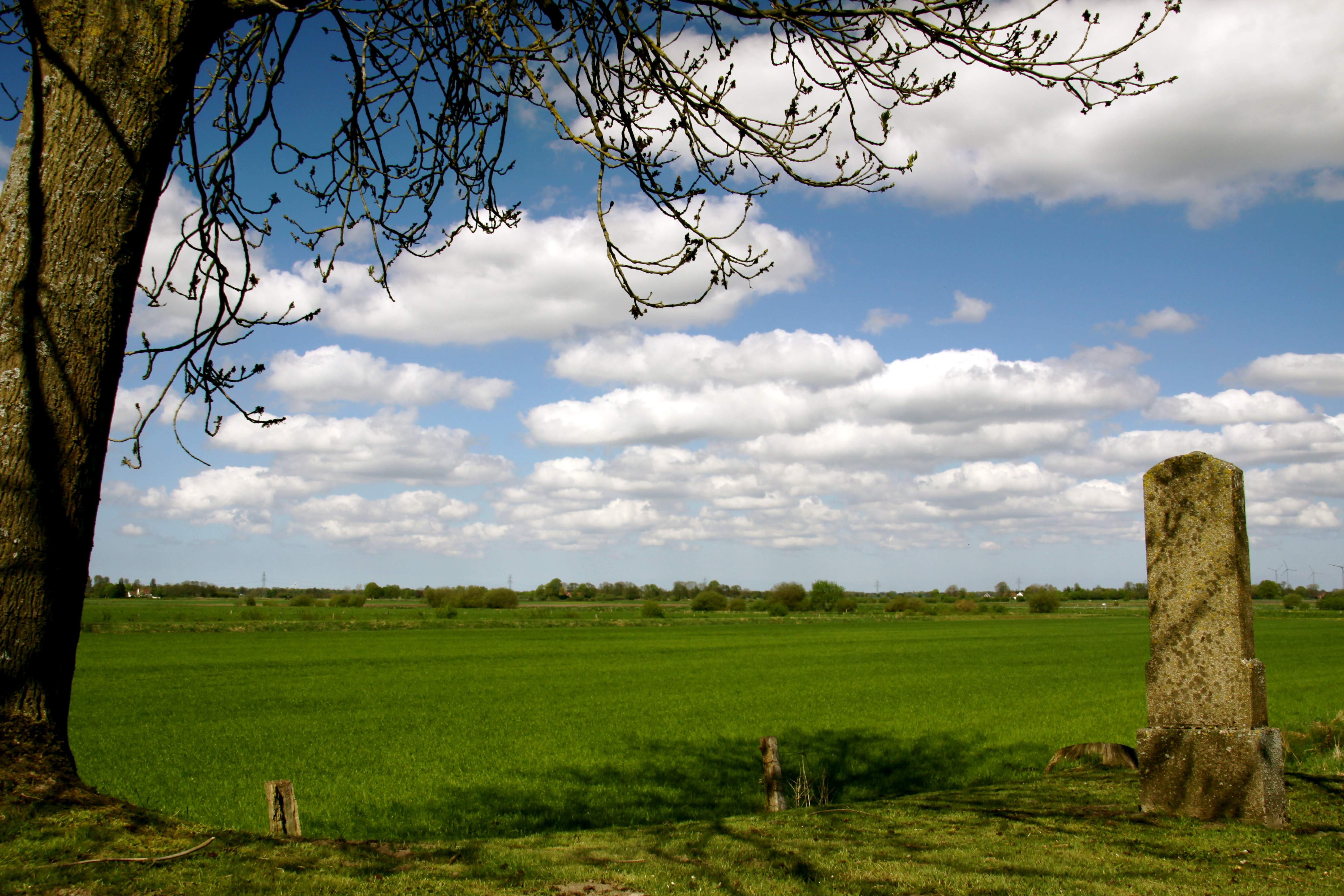
Der historische Friedhof an der Hookswieke

## Persönlichkeiten
- Sebastian Eberhard Jhering (1700–1759), Namensgeber der Ortschaft.[2]
- Caspar Rudolph Jhering, Jurist (1740–1809), gründete 1779 mit Gleichgesinnten die „Mühlen-Brand-Societät in Ostfriesland“, die bis 1952 bestand.[2]
- Heinrich Ludwig Albrecht Meyer (1901–1979), evangelisch-lutherischer Pfarrer und führender Nationalsozialist in Ostfriesland, wurde in Jheringsfehn geboren
- Hermann de Buhr (* 1939), Historiker und Hochschullehrer, wurde in Jheringsfehn geboren
- Luisa Hartema (* 1994), gewann am 7. Juni 2012 den Titel Germany’s Next Topmodel im Finale von Heidi Klums gleichnamiger Castingshow.[6]